# Kulturelle Ausnahme
Kulturelle Ausnahme (französisch: Exception culturelle) war ursprünglich ein 1993 nach Rücksprache mit der EU-Kommission verabschiedetes Gesetz in Frankreich, das staatlichen Stellen großen Freiraum bei der Unterstützung von einheimischen Produzenten, Regisseuren und Filmstätten garantiert. In Bezug auf Art, Umfang und Zielverfolgungsabsicht muss die entsprechende Stelle weder gegenüber der Europäischen Union noch gegenüber Film- und Kulturschaffenden die nicht oder kaum in den Genuss staatlicher Unterstützung gelangen Rechenschaft ablegen.
Auf der französischen Rechtsnorm aufbauend ist die Kulturelle Ausnahme (offiziell Kulturelle Ausnahmeklausel oder Kultur-Ausnahmeklausel) seit 1995 ein feststehender Begriff im internationalen (Handels)recht und Kulturgeschehen, nachdem die Klausel integraler Bestandteil des grundlegend reformierten Allgemeinen Zoll- und Handelsabkommens (englisch General Agreement on Tariffs and Trade – GATT) wurde.
Aktuell wird auf europäischer Ebene die sog. Kulturelle Ausnahme  im Zuge der Verhandlung zum Transatlantischen Freihandelsabkommen TTIP diskutiert.

## Teleologie der französischen Rechtsnorm
Das Gesetz besagt, dass Kulturprodukte nicht als profane Handelsgüter behandelt werden dürfen. Kulturgüter und -dienstleistungen hätten einen besonderen, doppelten Charakter: Sie seien einerseits Wirtschaftsgüter und andererseits Träger von kultureller Identität und kulturellen Werten, und stehen somit gegenüber auswärtigen Substituten unter staatlichem Schutz, speziellen Regularien und Förderinteressen.

## Bisherige Aktivitäten

### 1994 NAFTA
Auf Drängen Kanadas kam es 1994 – in der letzten Verhandlungsrunde vor der Ratifizierung – zur Aufnahme der sog. Kulturausnahmeklausel in das Vertragswerk über das Nordamerikanische Freihandelsabkommen – NAFTA (engl. North American Free Trade Agreement).

### 1995 MAI
Ab 1995 verhandelten die Mitgliedsstaaten der OECD über ein Investitionsabkommen, das neben der Allgemeingültigkeit unter den Mitgliedsstaaten auch eine offene Türe für beitrittswillige Schwellenländer anstreben. Die Verhandlungen mussten jedoch aufgrund von unzuvereinbarenden Positionen bereits in der Entwurfsphase 1998 abgebrochen werden.
Die wesentlichen ungeklärten Streitpunkte waren hierbei vor allem:
- die Grenzziehung der Liberalisierung: Vor allem die Aussparung der Meistbegünstigungsklausel sowie das Festschreiben einer weitreichenden Kulturausnahmeklausel,
- die internationale Schiedsgerichtsbarkeit (Investorenschutzklausel) sowie
- verbindliche Standards bei Arbeits- und Umweltschutz

## Kulturelle Ausnahme bei TTIP

### Ausgangspunkt
2013 sahen zahlreiche Kulturschaffende und -liebhaber die kulturelle Vielfalt in Europa durch das Transatlantische Freihandelsabkommen (TTIP) in Gefahr. Kritiker wiesen vor Verhandlungsbeginn auf die bestehenden Riksiken hin und forderten eine Kulturelle Ausnahme auf europäischer Ebene analog der französischen Rechtsnorm bzw. die komplette Nichteinbeziehung des Bereichs der kulturellen Bildung und Kunst in das Vertragswerk. Ver.di etwa forderte die Bundesregierung im Mai 2013 in einem offenen Brief auf, dass „die Entscheidung der EU [gemeint war das EU-Parlament] nicht über audiovisuelle Dienstleistungen als Träger kultureller Vielfalt zu verhandeln [...] ebenso Bestand haben [muss] wie die UNESCO-Konvention zum Schutz der Vielfalt der Kultur.“ Eine entsprechende Kulturelle Ausnahme für audiovisuelle und andere Medien, wie sie die EU gemäß einer Vorlage einer Freihandelsvorschrift der Welthandelsorganisation bisher immer bei ihren zahlreichen in der Vergangenheit verhandelten bilateralen Freihandelsabkommen durchgesetzt hatte, sollte nämlich auf Druck der US-Administration vermieden werden.

### EU-Beschlüsse
Vor allem Frankreich drängte auf eine einheitliche Position der EU, die den Befürchtungen der europäischen Kulturwirtschaft, welche schwerwiegende Wettbewerbsnachteile gegenüber der finanzstarken Hollywood-Konkurrenz befürchtete entgegenwirkten sollte. Am 14. Juni 2013 verabschiedete der Rat der Europäischen Union eine verbindliche Absichtserklärung für die Kulturelle Ausnahme. Rund drei Wochen zuvor hatte bereits das EU-Parlament eine entsprechende Resolution verabschiedet.
- Abstimmungsergebnis der Parlamentsresolution: 381 Ja-Stimmen, 191 Gegenstimmen bei 17 Enthaltungen[8]
- Wortlaut des Parlamentsbeschlusses: "Das Europäische Parlament hält es für unerlässlich, dass die EU und ihre Mitgliedstaaten die Möglichkeit wahren, ihre Politik im kulturellen und audiovisuellen Bereich zu erhalten und weiterzuentwickeln, und zwar im Rahmen ihres Besitzstandes an Rechtsvorschriften, Normen und Übereinkommen; fordert daher, dass die Ausklammerung von Diensten mit kulturellen oder audiovisuellen Inhalten, auch online, im Verhandlungsmandat eindeutig festgehalten wird."[9]

Durch die Beschlüsse wurde eine einheitliche EU-Position formuliert und somit quasi zum Bestandteil des Verhandlungsmandates der Europäischen Kommission, welche mit den Verhandlungen auf europäischer Seite betraut ist. Da die Verhandlungen weitgehend geheim geführt werden und selbst das Mandat der EU-Kommission bisher nicht in Gänze öffentlich gemacht wurde, ist die konkrete Ausgestaltung dieses Punktes jedoch bisher unklar.

### Beschlusskritik
Der Filmkritiker Hanns-Georg Rodek etwa lobte die Beschlüsse in der Welt: „Kultur in das Freihandelsabkommen einzubeziehen hätte Türen geöffnet, hinter die man lieber nicht blickt. Die Buchpreisbindung wäre plötzlich ein Wettbewerbshindernis, jeder Hollywood-Produzent bekäme Zugang zur deutschen Filmförderung, und die Finanzierung eines öffentlich-rechtlichen Rundfunks wäre als unzulässige Subvention geächtet: Kultur ist mehr als Handelsware!“
Auch „der Verband Deutscher Drehbuchautoren freut sich sehr, dass das Europäische Parlament zum Verhandlungsmandat der EU für das EU-USA-Freihandelsabkommen (Transatlantic Trade and Investment Partnership TTIP) in seiner heutigen Abstimmung eine Ausnahme für den Kultur- und Mediensektor beschlossen hat.“